# Спортска дворана Донгчун
Спортска дворана Донгчун је вишенаменска затворена спортска арена која се налази у Јунг-гуу, Улсан, Јужна Кореја. Капацитет арене је 5.831. Отворена је у јануару 2001. године након неколико застоја и проблема са њеном изградњом.